# Salacenco

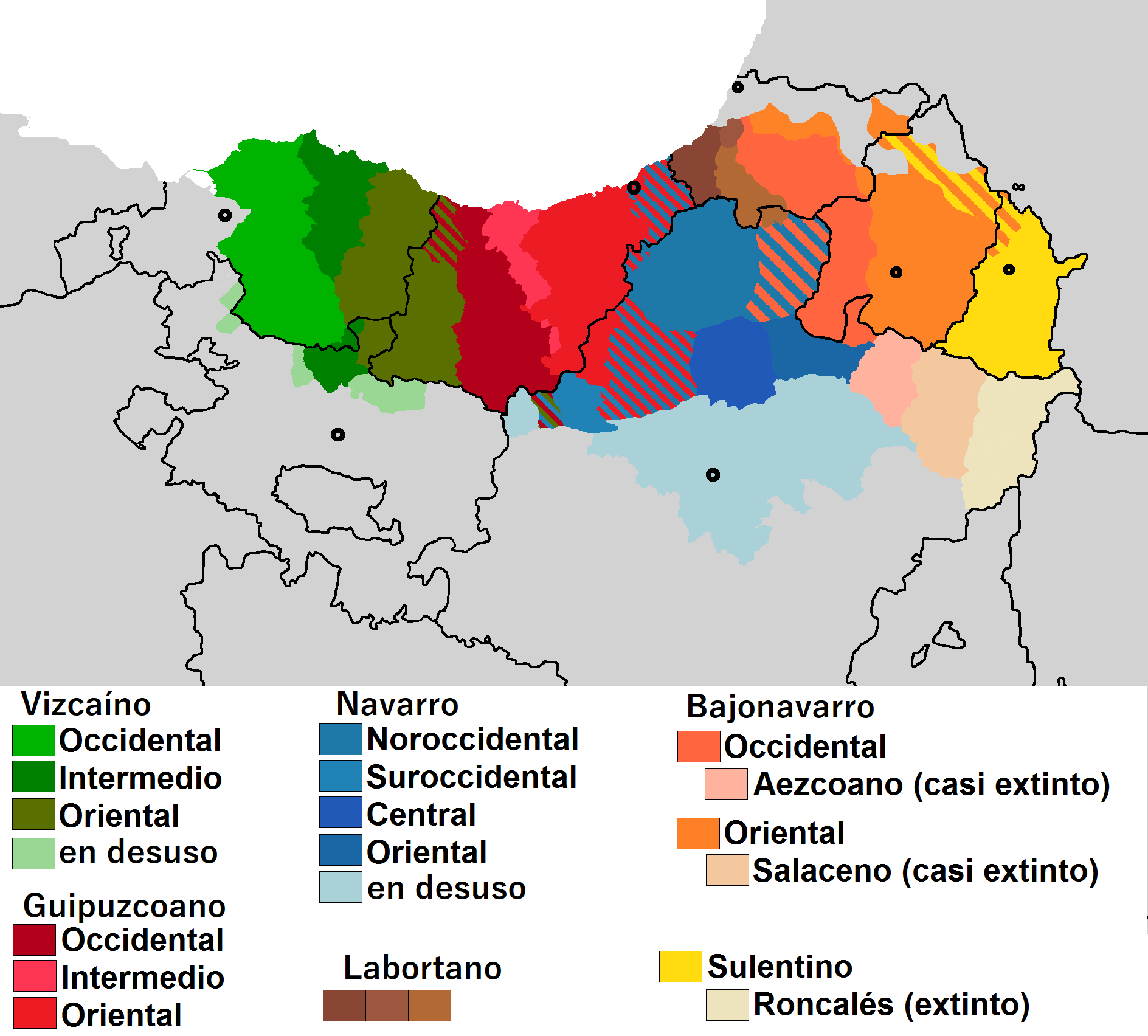

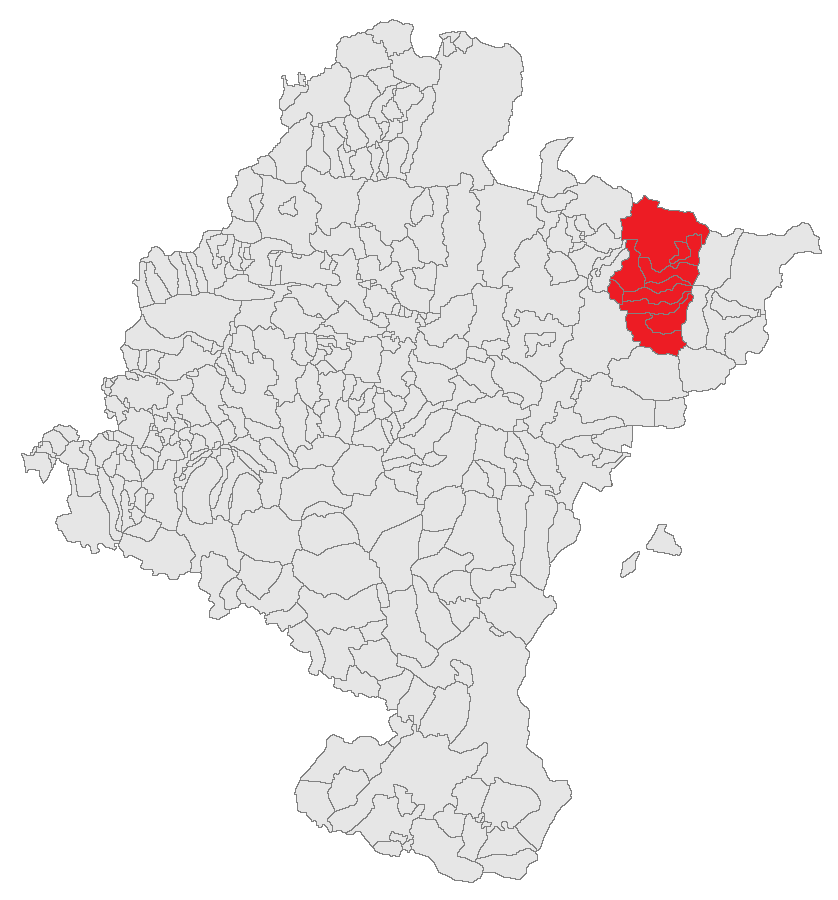
Valle de Salazar, Navarra.

El salacenco o Zaraitzuko Uskara es un dialecto del euskera que se habla en el valle de Salazar. 

## Historia
El texto conservado más antiguo escrito en este dialecto es una doctrina cristiana escrita en Izal en 1727 y otra escrita en Oronz también en el siglo XVIII. Durante el siglo XIX y gracias a Louis Lucien Bonaparte se recopilaron varios textos religiosos y una traducción del evangelio de San Mateo realizada por Pedro José Samper, párroco de Jaurrieta, así como diversa correspondencia. También contamos con una traducción del ochagaviano José Urrutia al salacenco de la balada "Orreaga" escrita por Arturo Campión y publicada en 1880. En el siglo XX contamos con los textos de los ochagavianos Ziriako Garralda y Federico Garralda que escribieron numerosos artículos entre 1911 y 1923 en la revista Euskal Esnalea; cartas y textos de diferente índole escritos por el también ochagaviano Zoilo Moso durante el año 1969 y publicados por José Estornes Lasa en 1985 y las grabaciones realizadas en diferentes pueblos de Salazar por Koldo Artola entre los años 1975 y 1992, publicadas entre 2002 y 2006.
A finales del siglo XX y principios del XXI Aitor Arana recopiló y publicó la mayor parte de las palabras del Zaraitzuko Uskara en su diccionario, además escribió un método para aprender salacenco y una recopilación de textos escritos en este dialecto. Por otra parte existen numerosos estudios no específicos del salacenco que aportan una gran información sobre él, como por ejemplo los trabajos de Resurrección María de Azkue, Koldo Mitxelena e Iñaki Camino.

## Hablantes
Según datos del Gobierno de Navarra, sus dos últimos hablantes eran en el año 2002 Pedro Juan Zoco, de Ochagavía, que contaba entonces con 93 años de edad, y Mari Cruz Esarte, de Jaurrieta, con 86 años por aquel entonces, aunque en el año 2001 un 26,69 % de la población hablaba correctamente o entendía el euskara.
Madoz asegura varios años antes de la elaboración del mapa de Bonaparte en el año 1863, que en Salazar “se habla la lengua vascongada, pero todos conocen el castellano”, sin embargo, a principios del siglo XX todavía existían personas que desconocían el castellano y en el año 1904 se hablaba algo de euskara en todas las localidades del valle.
Gracias a los textos conservados y estudios realizados, y al elevado porcentaje de jóvenes conocedores del euskara batua en el valle, sería posible una recuperación de este dialecto. Ya se han realizado cursos de salacenco y si la variedad es adoptada por los actuales hablantes del batua, en la medida en que el uso del euskara se popularice en Salazar, se produzca una convergencia entre el salacenco y el euskara batua, al igual que está ocurriendo con otros dialectos del euskara, por lo que la enseñanza del salancenco es a efectos prácticos fútil, ya que sus potenciales hablantes son y acabaran siendo hablantes del batua. 

## Parentesco lingüístico
El salacenco guarda ciertas similitudes con el Erronkariko Uskara o roncalés y el suletino, aunque está más relacionado con el navarro-labortano y el navarro.
La Fonoteca de Navarra (http://www.fonoteka.com/) posee treinta grabaciones de este dialecto.